# 锯齿形屋顶

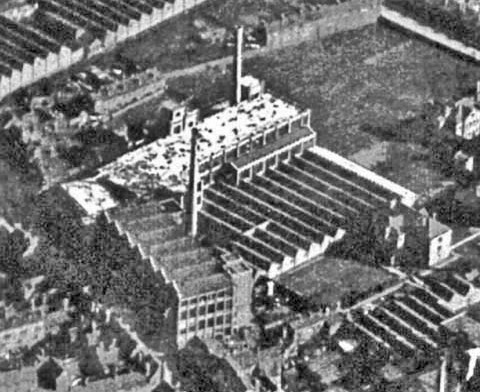
1923年位於考文垂的一個工厂，屋頂就是锯齿形

锯齿形屋顶是外形呈鋸齒形的屋顶。這種屋頂可讓自然光照進建築或工廠的內部，在電力還未普及的十九世紀中期至二十世紀中期，此類屋頂非常常見。正也因為如此在電力普及後，锯齿形屋顶就不像之間那麼普及了。